# Hajbullinai járás
A Hajbullinai járás (oroszul Хайбуллинский район, baskír nyelven Хәйбулла районы) Oroszország egyik járása a Baskír Köztársaságban, székhelye Akjar falu. Elnevezését székhelyének korábbi neve (Hajbullina) után kapta.

## Népesség
- 1970-ben 33 486 lakosa volt, melyből 17 590 baskír (52,5%), 1 692 tatár (5,1%).
- 1989-ben 30 122 lakosa volt, melyből 19 888 baskír (66%), 1 332 tatár (4,4%).
- 2002-ben 33 072 lakosa volt, melyből 25 840 baskír (78,13%), 5 949 orosz (17,99%), mindössze 443 tatár (1,43%), 357 ukrán, 216 csuvas
- 2010-ben 33 398 lakosa volt, melyből 25 863 baskír (77,6%), 5 945 orosz (17,8%), 681 tatár (2%), 286 ukrán, 232 csuvas, 56 udmurt, 31 mari, 27 mordvin, 6 fehérorosz.

| Lakosok száma | 23 856 | 33 368 | 30 127 | 32 512 | 33 398 | 32 975 | 32 176 | 31 419 | 30 791 | 30 705 |
|               | 1939   | 1970   | 1989   | 2008   | 2010   | 2012   | 2014   | 2016   | 2018   | 2021   |